# Aethomys bocagei
Aethomys bocagei — вид мишоподібних гризунів родини мишеві (Muridae). Вид поширений в Анголі та Демократичній Республіці Конго. Мешкає у тропічних та субтропічних дощових лісах, вологих та сухих саванах. Тіло сягає 137–174 мм завдовжки, хвіст — 155–198 мм.